# Stereophyllum panamense
Stereophyllum panamense là một loài rêu trong họ Stereophyllaceae. Loài này được E.B. Bartram mô tả khoa học đầu tiên năm 1953.